# Axinotarsus nigritarsis
Axinotarsus nigritarsis é uma espécie de insetos coleópteros polífagos pertencente à família Malachiidae.
A autoridade científica da espécie é Abeille de Perrin, tendo sido descrita no ano de 1885.
Trata-se de uma espécie presente no território português.